# Tyler Adams
Tyler Shaan Adams (* 14. Februar 1999 in Wappingers Falls, New York) ist ein US-amerikanischer Fußballspieler. Der Mittelfeldspieler steht seit August 2023 bei Bournemouth unter Vertrag. Darüber hinaus ist er A-Nationalspieler seines Heimatlandes.

## Karriere

### Verein

#### Anfänge in den Vereinigten Staaten
Adams begann seine Karriere bei den New York Red Bulls. Im März 2015 erhielt er einen Vertrag beim Farmteam, den New York Red Bulls II, in der United Soccer League. Sein Debüt in der USL gab er im April 2015, als er gegen den Toronto FC II in der 67. Minute für Connor Lade eingewechselt wurde. Im Mai 2015 stand er gegen den FC Montréal erstmals in der Startelf.
Im November 2015 erhielt Adams einen Vertrag bei der MLS-Mannschaft der New York Red Bulls. Im März 2016 erhielt er parallel eine Spielberechtigung für die New York Red Bulls II in der United Soccer League. Daher konnte er im April 2016 in der MLS debütieren, als er gegen die San José Earthquakes in der Startelf stand und in der Halbzeitpause durch Sacha Klještan ersetzt wurde. Im Oktober 2016 kam er zum letzten Mal für die New York Red Bulls II zum Einsatz; mit der Mannschaft konnte er in jener Saison den USL Cup gewinnen.
In der Saison 2017 kam Adams auf 24 Einsätze in der MLS sowie drei weitere in den Play-offs, wo man im Viertelfinale am Toronto FC scheiterte.
In der Folgesaison erreichten die Red Bulls erneut die Play-offs, mussten sich jedoch im Halbfinale der Eastern Conference dem späteren Finalisten Atlanta United geschlagen geben.

#### Wechsel nach Deutschland
Zum 1. Januar 2019 wechselte Adams in die Bundesliga zu RB Leipzig. Er unterschrieb einen Vertrag mit einer Laufzeit bis zum 30. Juni 2023. Am 27. Januar 2019 stand Adams bei seiner Bundesligapremiere beim 4:1-Auswärtserfolg in Düsseldorf in der Startelf.
Sein Vertrag in Leipzig lief bis 2025. Am 13. August 2020 schoss er das Siegtor gegen Atlético Madrid, das es Leipzig ermöglichte, in das Champions-League-Halbfinale einzuziehen.

#### Leeds United
Zur Saison 2022/23 wechselte Adams in die Premier League zu Leeds United. Er unterschrieb einen Vertrag bis zum 30. Juni 2027 und traf erneut auf den Cheftrainer Jesse Marsch, unter dem er bereits bei den New York Red Bulls und RB Leipzig gespielt hatte.

#### AFC Bournemouth
Im August 2023 wechselte er für die Summe von 26,9 Millionen Euro zum AFC Bournemouth.

### Nationalmannschaft
Adams spielte 2014 erstmals für die U17-Auswahl der USA. 2015 nahm er mit jener Auswahl an der WM teil, wo man allerdings als Letzter der Gruppe A in der Gruppenphase ausschied.
2016 debütierte er für die U20-Mannschaft. Mit der U20 der USA nahm er 2017 an der CONCACAF-Meisterschaft teil, die gewonnen wurde, sowie an der WM teil, wo man im Viertelfinale an Venezuela scheiterte.
Im November 2017 gab er sein Debüt in der A-Nationalmannschaft, als er in einem Testspiel gegen Portugal in der Startelf stand. Während der Qualifikationsspiele für die Endrunde der Fußball-Weltmeisterschaft 2022 in Katar im September 2021 lief Adams erstmals als jüngster Kapitän einer US-amerikanischen Fußballmannschaft auf.

## Titel und Auszeichnungen

### Titel
- mit den New York Red Bulls II
  - USL Cup: 2016
- mit den New York Red Bulls
  - MLS Supporters’ Shield: 2018

- mit RasenBallsport Leipzig
  - DFB-Pokal: 2022

### Auszeichnungen
- MLS All-Star: 2018
- US-Fußballer des Jahres: 2022[11]